# Aleksandrs Pāvulāns
Aleksandrs Pāvulāns (* 24. Mai 1972) ist ein lettischer Squashspieler. 

## Karriere
Aleksandrs Pāvulāns stand bei den Europameisterschaften 2005 und 2006 im Hauptfeld und erreichte 2006 mit dem Einzug in die zweite Runde sein bestes Resultat. Mit der lettischen Nationalmannschaft nahm er ebenfalls mehrfach an Europameisterschaften teil. Pāvulāns gewann 15 Mal die lettische Landesmeisterschaft.

## Erfolge
- Lettischer Meister: 15 Titel (2004, 2006–2019)